# 天主教艾塔佩教區
天主教艾塔佩教區（拉丁語：Dioecesis Aitapensis）是巴布亞紐幾內亞一個羅馬天主教教區，屬馬當總教區。
1952年5月15日設宗座監牧區，1956年11月11日升為代牧區。1966年11月15日升為教區。
教區位於桑道恩省，2006年有教友73,300人（佔轄區總人口74.2%）、廿三個堂區、廿六名司鐸。教區主教現時出缺，榮休主教為奧斯定·羅勃·克拉普。